# Diffluence (glaciologie)
Pour les articles homonymes, voir Diffluence.
Ne doit pas être confondu avec Digitation ou Lobe glaciaire.

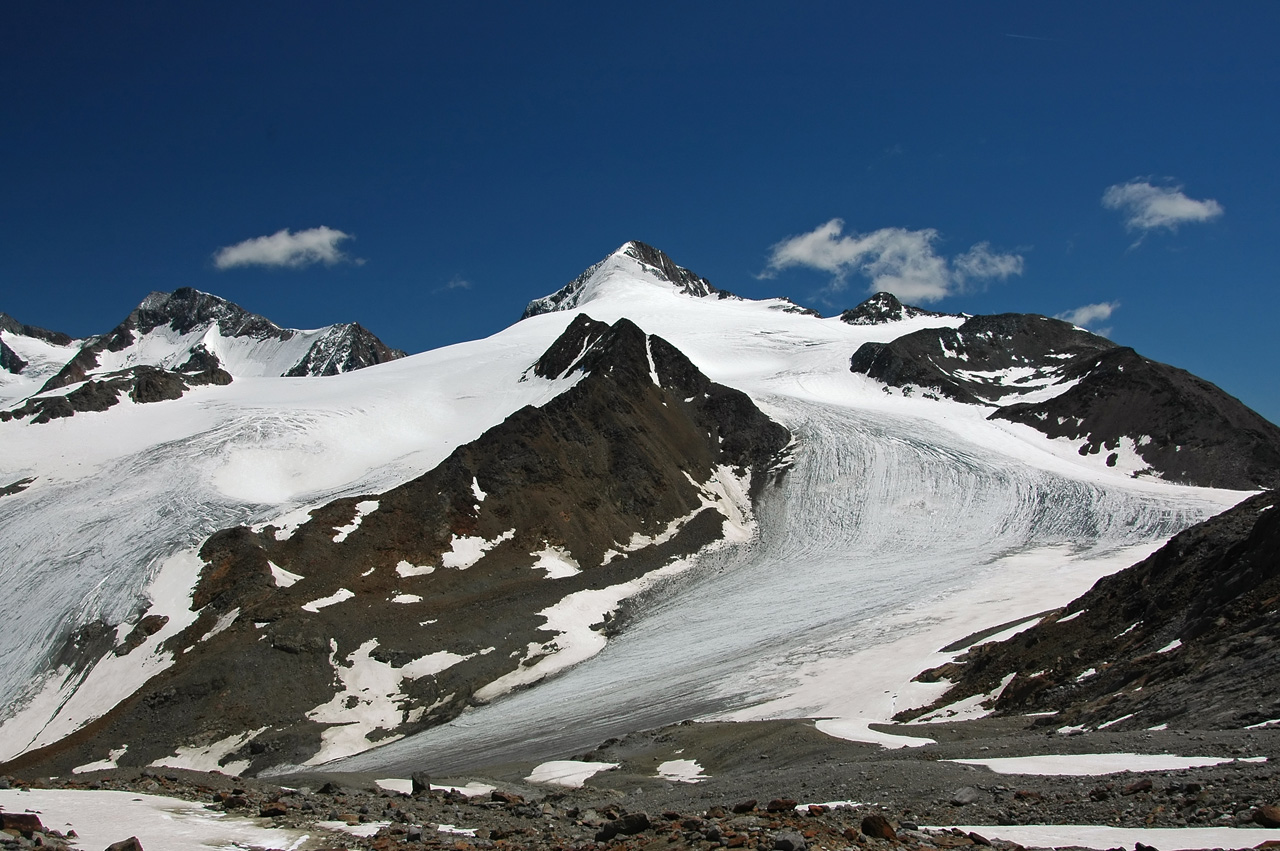
Vue d'une petite diffluence : en Autriche, le Niederjochferner se sépare en deux petites langues de glace de part et d'autre d'un éperon rocheux.

En glaciologie, la diffluence désigne le partage d'un glacier passant autour d'un obstacle. La langue diffluente s'écarte de la langue principale pour s'engager dans une vallée latérale. Ce terme désigne également la séparation de vallées glaciaires laissées après la fonte d'un glacier diffluent[réf. nécessaire].